# WK 13 (Band)
WK 13 war eine deutsche Rockband aus Cottbus und ein Vertreter der anderen Bands in der DDR.

## Geschichte
Die Band wurde 1983 in Cottbus gegründet. Ihr Name basiert auf dem gleichnamigen Cottbuser Wohnkomplex WK 13. Gründungsmitglieder waren Tobias Richter (Gesang, Gitarre), Frank Schmidt (Gitarre, Bass), Christian Borzutzky (Bass) und Detlef Bastian (Schlagzeug). Um 1986 stieß Keyboarder Lutz „Lu“ Schulz zur Band. 1985 erschien der Titel Hannelore auf dem Sampler Auf dem Wege Vol. 4 bei Amiga. 1988 erschien beim gleichen Label das Split-Album Kleeblatt Nr. 23 - Die anderen Bands, wo WK 13 ebenso wie Feeling B, Hard Pop und Sandow drei Titel beisteuerte. Weitere unveröffentlichte Titel erschienen erst nach Auflösung der Band auf dem Label Heimat Kassetten in den 1990er Jahren. Das Lied Sonntag wurde 1996 noch einmal auf Die DT 64-Story Vol. 7 - Pa-rock-tikum veröffentlicht. Der Titel Asphalt wurde noch einmal in den 2000er Jahren auf dem Sampler Gegen das Vergessen, dem Alptraum entgegen - Teil 2! bei Wahnfried Records auf Kassette verewigt.
1990 wurde von Frank Schmidt, Lutz Schulz und Frank Schmidt gemeinsam mit Christian Tamske die Band Pückler Enterprise gegründet. Lu Schulz spielte danach noch bei Müllerbeat und Big Enemy.